# Tururu
Tururu là một đô thị thuộc bang Ceará, Brasil. Đô thị này có diện tích 192,548 km², dân số năm 2007 là 13266 người, mật độ 68,9 người/km².